# Kryptonim „Kawki”
Kryptonim „Kawki” (ang. Jackdaws) – powieść sensacyjno-szpiegowska brytyjskiego pisarza Kena Folletta z 2001 r., po raz pierwszy wydana w Polsce przez Wydawnictwo Albatros w 2002 r. w przekładzie Jacka Manickiego i Witolda Nowakowskiego.
W 2003 r. książka została uhonorowana Audie Award oraz niemiecką nagrodą Corine – Internationaler Buchpreis.

## Fabuła
Akcja powieści rozgrywa się w 1944 r. w okupowanej przez Niemców Francji. Grupa partyzantów francuskich podejmuje próbę zniszczenia niemieckiej centrali telefonicznej w Sainte-Cécile koło Reims. Akcją dowodzi Felicity Clairet, brytyjska agentka o pseudonimie Lamparcica, żona dowódcy partyzanckiego Michela. Próba nie odnosi skutku, a oddział zostaje rozbity. Flick (Felicity) przedostaje się do Anglii, aby przygotować kolejną próbę ataku przed zbliżającą się inwazją aliantów.
Przeciwnikiem Flick jest doświadczony major niemiecki Dieter Franck, specjalista w tropieniu partyzantów, znany z wyszukanych metod zmuszających aresztowanych do wyjawiania prawdy. Ma on za zadanie rozmontować ruch oporu, aby w ten sposób osłabić jego wpływ na pomoc aliantom. W tym zadaniu okaże mu się bardzo przydatna jego francuska kochanka Stéphanie. Próbuje on za wszelką cenę dotrzeć do Flick, bo ona jest kluczem do wielu oddziałów ruchu oporu.
Po kilku dniach przygotowań Flick udaje się skompletować grupę, w skład której wchodzą jedynie kobiety mówiące po francusku, ponieważ mogą się dostać do centrali telefonicznej podając się za sprzątaczki. Jest wśród nich rozkapryszona arystokratka, inna - odsiadująca wyrok za zabójstwo, jeszcze inna, która jest specjalistką od materiałów wybuchowych i Greta, które zna się na centralach telefonicznych, która właściwie jest transwestytą i homoseksualistą Gerhardem - uciekinierem z Niemiec przez prześladowaniem nazistów. Cała grupa nosi pseudonim Kawki. Po wielu przygodach udaje im się unieszkodliwić niemiecką centralę na dzień przed inwazją. Z akcji powracają tylko dwie: Flick i Ruby. Reszta ginie w jej trakcie. Niemieckiemu majorowi, ciężko ranionemu przez Flick, udaje się przeżyć, ale do końca życia pozostanie on kaleką z upośledzeniem umysłowym.
Jak zwykle u Folletta w książce pojawia się wątek miłosny, który rozwiązuje się zgodnie z oczekiwaniami czytelnika.